# Oncidium sphacelatum
Espèce
Oncidium sphacelatum est une espèce de grandes orchidées épiphytes ou occasionnellement lithophytes de couleur jaune et violette d'Amérique centrale.

## Synonymes
- Oncidium massangei C. Morr. 1977;
- Oncidium stenostalix Rchb.f ex Kraenzel. 1922

## Sous espèces
- Oncidium sphacelatum var. majus Lindl 1841;
- Oncidium sphacelatum var. minus Lindl 1841;

## Répartition
On la retrouve au Mexique, jusqu'au Venezuela. Elle est présente dans toute l'Amérique centrale excepté au Panama. On la retrouve à des altitudes inférieures à 100 mètres. On peut la retrouver en dehors de son aire de répartition naturelle, mais il s'agit là d'introduction.

## Culture
Importée aux Antilles au XIXe siècle elle y prospère dans les jardins  (confondue parfois avec Oncidium altissimum indigène.

## Floraison
Panicules latéraux ou tombants, jusqu'à 180 cm de long.
Fleurs jaunes tachées de violet.

## Galerie

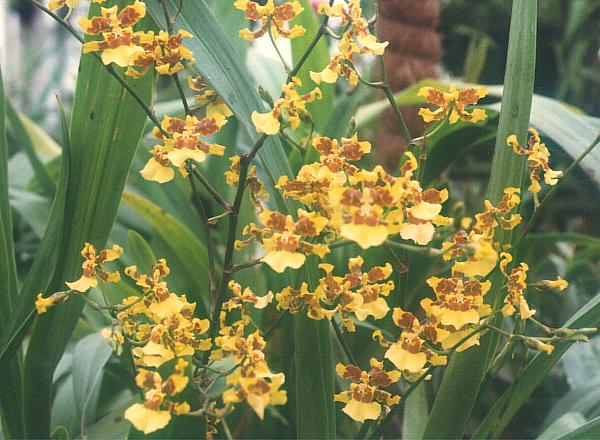
Oncidium sphacelatum.
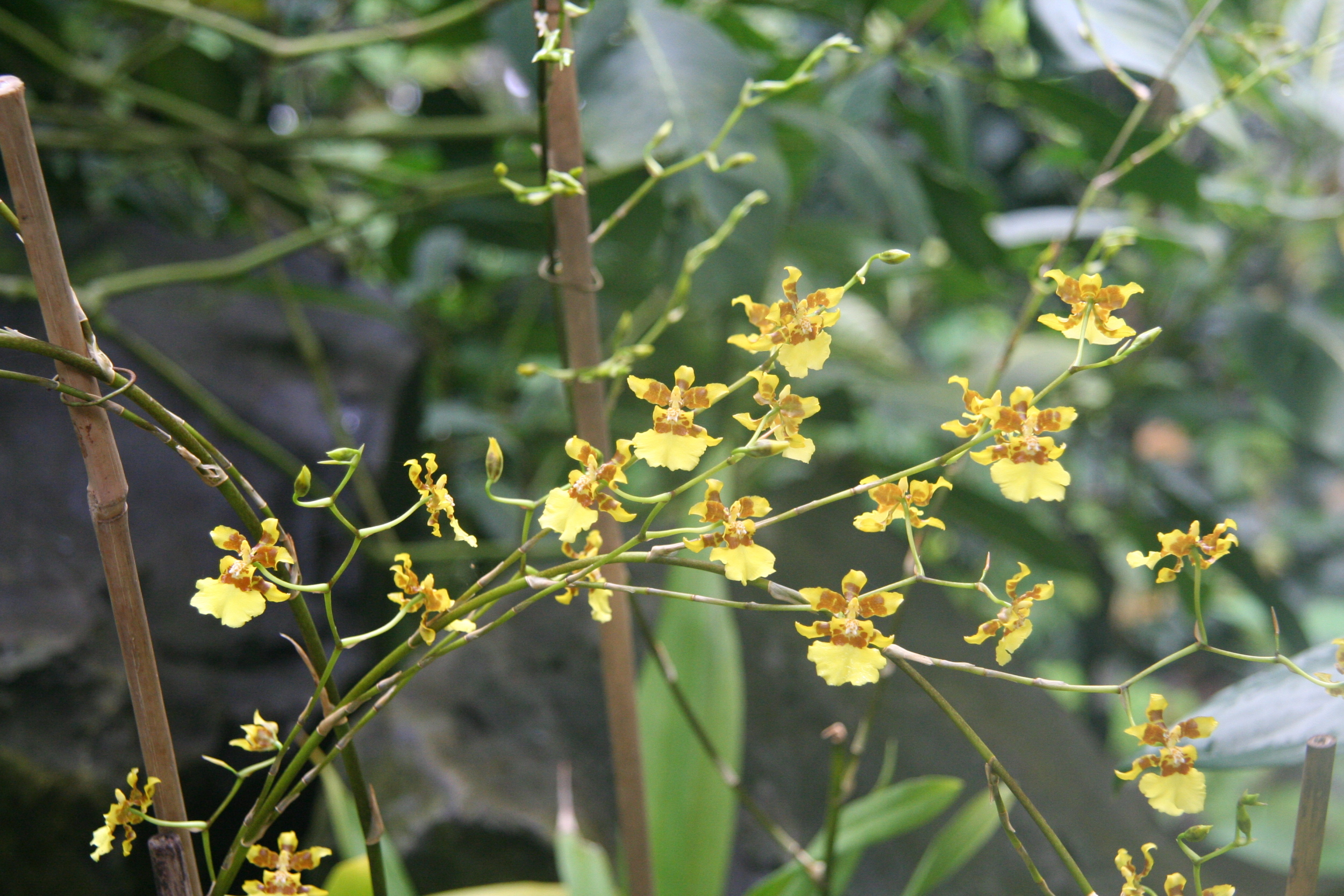
Oncidium sphacelatum.